# NGC 2094
NGC 2094 ist ein offener Sternhaufen im Sternbild Dorado in der Großen Magellanschen Wolke.
Das Objekt wurde am 31. Januar 1835 von John Herschel entdeckt.